# NGC 3795A
NGC 3795A (другие обозначения — UGC 6616, MCG 10-17-35, ZWG 292.15, PGC 36137) — галактика в созвездии Большая Медведица.
Этот объект не входит в число перечисленных в оригинальной редакции «Нового общего каталога» и был добавлен позднее.
Галактика NGC 3795A входит в состав группы галактик NGC 3795. Помимо NGC 3795A в группу также входят ещё 9 галактик.